# Sodalia
Sodalia là một chi bướm ngày thuộc họ Bướm nâu.